# Министарство одбране Републике Српске Крајине
Министарство одбране Републике Српске Крајине било је једно од министарстава Владе Републике Српске Крајине које је било задужено за уређивање, развој и остваривање система одбране у Републици Српској Крајини.
Министарство је формирано 19. децембра 1990. године као Министарство одбране САО Крајине. Променом имена САО Крајина у Република Српска Крајина, променио се и назив министарства одбране. МО РСК формирано је 19. децембра 1991. године и постојало је до 5. августа 1995. године.

## Министри
| Слика           | Командант                       | Преузео дужност    | Напустио дужност  | Време на дужности |
| --------------- | ------------------------------- | ------------------ | ----------------- | ----------------- |
| Милан Тарбук    | Милан Тарбук                    | 19. децембар 1991. | 26. фебруар 1992. | 69 дана           |
| Стојан Шпановић | Стојан Шпановић                 | 26. фебруар 1992.  | 28. март 1993.    | 1 година, 30 дана |
| Душан Ракић     | адмирал Душан Ракић (1943—2020) | 28. март 1993.     | 21. април 1994.   | 1 година, 24 дана |
| Раде Тањга      | Раде Тањга (1948—2023)          | 21. април 1994.    | 27. јул 1995.     | 1 година, 2 дана  |